# Diaulo

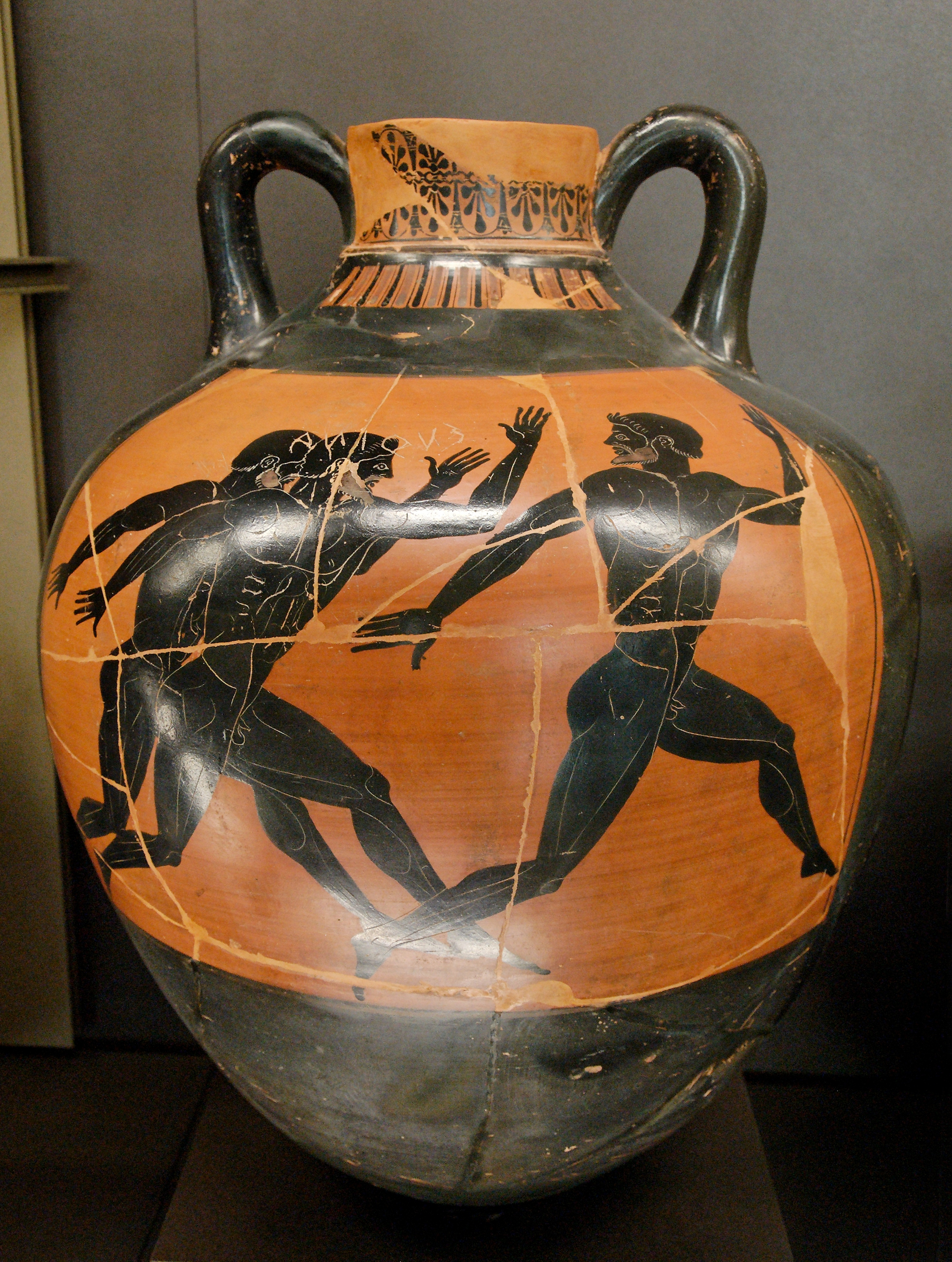
Carrera a pie, ánfora panatenaica realizada hacia el 500 a. C., conservada en el Museo del Louvre.

En los juegos olímpicos de la antigua Grecia, el Diaulo (en griego antiguo: Δίαυλος) era una modalidad de carrera consistente en recorrer dos veces el estadio, lo que suponía una distancia de 384,54 metros de longitud. 
Esta competición aparece en la XIV Olimpiada del año 724 a. C. y se realizaba en la mañana de la quinta jornada de competición. Más tarde se convirtió en una de las competiciones habituales de los Juegos Panhelénicos.
La longitud de cada carrera variaba según la longitud del estadio, puesto que el pie griego variaba de una localidad a otra: el estadio de Olimpia medía 192,37 metros, mientras que en Delfos medía 177,5.
Los atletas ocupaban dos calles. Al final de la pista, invertían el sentido de la carrera girando alrededor de un poste καμπτήρ (kamptêr) y regresaban al lugar de partida. Las calles se dibujaban con tierra blanca.